# KIF3C
KIF3C est une protéine, une kinésine neurospécifique encodée chez l’homme par le gène KIF3C situé sur le chromosome 2 humain.